# Plebicula ardavdana
Plebicula ardavdana är en fjärilsart som beskrevs av Obraztsov 1936. Plebicula ardavdana ingår i släktet Plebicula och familjen juvelvingar. Inga underarter finns listade i Catalogue of Life.